# Christopher Pissarides
Christopher Antoniou Pissarides, född 20 februari 1948 i Nicosia, Cypern, är en grekcypriotisk-brittisk nationalekonom, som är professor i nationalekonomi vid London School of Economics och professor i Europastudier vid Cyperns universitet. Han forskar inom makroekonomi med tonvikt på arbete, ekonomisk tillväxt och ekonomisk politik. Pissarides tilldelades 2010 års Sveriges Riksbanks pris i ekonomisk vetenskap till Alfred Nobels minne tillsammans med Peter A. Diamond och Dale T. Mortensen "för deras analys av marknader med sökfriktioner".

## Biografi
Pissarides föddes i en grekisk-ortodox familj från byn Agros. Han utbildades först vid Pancyprian Gymnasium i Nicosia och tog 1970 kandidatexamen och 1971 magisterexamen i ekonomi vid University of Essex. Under handledning av den matematiska ekonomen Michio Morishima tog han 1973 sedan sin doktorsexamen i ekonomi vid London School of Economics, på en avhandling med titeln Individual behaviour in markets with imperfect information.

## Karriär och vetenskapligt arbete
Pissarides är Regius professor i ekonomi vid London School of Economics, där han har arbetat sedan 1976. Han är ordförande för Centre for Macroeconomics, som använder ekonomer från University of Cambridge, London School of Economics, University College London, Bank of England och National Institute of Economic and Social Research.
Han har haft ett lektorat vid University of Southampton (1974–76) och gästprofessurer vid Harvard University (1979–80) och University of California, Berkeley (1990–91). Han fungerade som ordförande för Republiken Cyperns nationella ekonomiska råd under landets finanskris 2012 och avgick för att fokusera på sitt akademiska arbete i slutet av 2014.
År 2018 inrättade Pissarides i samarbete med Naomi Climer och Anna Thomas Institute for the Future of Work, ett Londonbaserat forsknings- och utvecklingsinstitut som utforskar hur ny teknik förändrar arbete och arbetsliv.
I februari 2020 valde Greklands premiärminister Kyriakos Mitsotakis Pissarides till ordförande för en kommitté med uppgift att utarbeta en långsiktig tillväxtstrategi för landet. Från september 2020 är han ordförande för det ekonomiska rådet för EuroAfrica Interconnector.
I juni 2021 tillkännagavs att han skulle leda en översyn av framtiden för arbete och välbefinnande, ett treårigt samarbete mellan Institute for the Future of Work, Imperial College London och Warwick Business School, finansierat av Nuffield Foundation. Pissarides Review into the Future of Work and Wellbeing kom ut i mars 2022.
Pissarides är mest känd för sina bidrag till sök- och matchningsteorin för att studera samspelet mellan arbetsmarknaden och makroekonomin och har också forskat om strukturomvandling och tillväxt.
En av hans mest kända artiklar är Job Creation and Job Destruction in the Theory of Unemployment (med Dale Mortensen), publicerad i Review of Economic Studies 1994 och byggde på tidigare bidrag från författarna under de senaste två decennierna.
Mortensen–Pissarides-modellen som blev resultatet av artikeln har varit mycket inflytelserik i modern makroekonomi. I dess förlängningar eller variationer är den nu en del av kärnan i de flesta läroplaner för ekonomi över hela världen.
Pissarides bok Equilibrium Unemployment Theory, en standardreferens i litteraturen om arbetslöshetens makroekonomi, är nu i sin andra upplaga och reviderades efter att hans gemensamma arbete med Mortensen resulterade i analysen av både endogent jobbskapande och förstörelse.

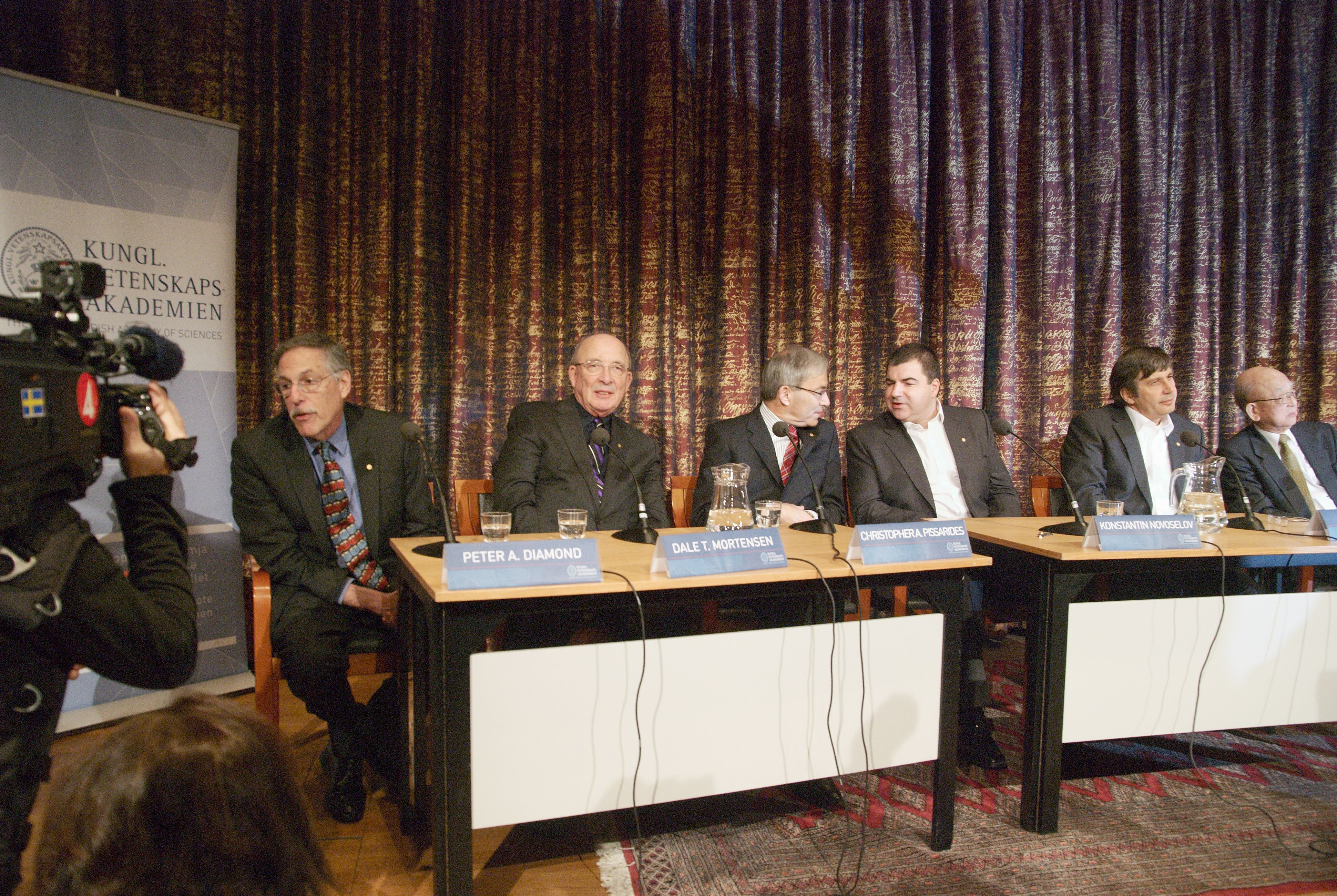
Nobelprisvinnarnas presskonferens vid Kungliga Vetenskapsakademien, 2010

## Utmärkelser och hedersbetygelser
- Fellow of the Econometric Society,  1997[7]
- IZA Prize in Labor Economics,  2005[8]
- Hedersdoktor vid Cyperns universitet,  2009
- Sveriges riksbanks pris i ekonomisk vetenskap till Alfred Nobels minne, med  Peter A. Diamond och Dale Mortensen,  2010[9]
- Weltwirtschaftlicher Preis,  2015[10][11]
- Hedersdoktor vid Université du Québec à Montréal
- Ledamot av British Academy
- Hedersdoktor vid Universidad Nacional Mayor de San Marcos

[Redigera Wikidata]